# Battleborn (videojuego)
Battleborn fue un videojuego shooter en primera persona gratuito desarrollado por Gearbox Software y distribuido por 2K para PlayStation 4, Windows y Xbox One. El juego fue lanzado a nivel mundial el 3 de mayo de 2016.
Battleborn fue un shooter de héroes con elementos de multijugador de arena de batalla en línea (MOBA). Los jugadores seleccionan a uno de varios personajes prediseñados con diferentes ataques y habilidades, y participan en partidas de un jugador, cooperativas o competitivas contra otros jugadores. Durante las partidas, los jugadores ganarán experiencia para avanzar a su personaje por el árbol Helix, escogiendo una de dos habilidades o mejoras nuevas con cada avance que permite al jugador crear un equipamiento personalizado para su personaje mientras dure la partida. Además, a medida que el jugador complete partidas ganará una pieza de equipo al azar (generada de forma similar a la función de arma aleatoria de la serie de Borderlands) que también puede ser parte del equipamiento para proporcionar más mejoras y habilidades, o puede ser comprada por medio de microtransacciones.
El juego recibió reseñas mixtas en su lanzamiento, con los críticos citando las dificultades de aprender los sistemas de jugabilidad complejos como definitivamente profundos y gratificantes, pero intimidantes para los nuevos jugadores. Battleborn fue eclipsado por Overwatch de Blizzard Entertainment, otro shooter de héroes que fue lanzado un par de semanas después, el cual causó una fuerte caída en el número de jugadores de Battleborn en el mes. Como respuesta, Gearbox ajustó el precio y el contenido descargable en un intento de atraer jugadores nuevos al juego. En junio de 2017, el juego pasó a un plan de precios comparable a un título gratuito.
Gearbox anunció una fase de cierre de los servidores del juego que duraría un año para el 31 de enero de 2021, con el juego siendo descatalogado en 2019, y la cancelación de las compras dentro del juego para febrero de 2020.

## Jugabilidad
Battleborn es descrito como un shooter de héroes, principalmente un shooter en primera persona que incorpora elementos de multijugador de arena de batalla en línea. En cualquiera de los modos del juego el jugador elige uno de los héroes predefinidos entre los que tenga disponibles, cada uno con sus propios atributos, ataques, poderes y habilidades, que pueden incluir magia y ataques con área de efecto. Durante la selección de personajes el jugador también selecciona un equipamiento que podrá tener hasta tres piezas de equipo para llevar a una partida, las cuales fueron ganadas en partidas anteriores. Cada pieza requiere la activación de un número de fragmentos durante una partida. Estos fragmentos funcionan como moneda dentro del juego que se consigue jugando partidas, y al activarse permanecerán activas en lo que resta de la partida. Este equipamiento puede potenciar o reducir los atributos base o darle beneficios adicionales al personaje. Los fragmentos también pueden ser usados para activar torretas especiales en los mapas para defender puntos de forma estratégica.
El nivel de combate base del héroe comienza en 1 al inicio de una ronda, y, a medida que el jugador venza enemigos y complete otros objetivos, ganará experiencia para subir de nivel. Con cada nuevo nivel el jugador podrá elegir una de dos ventajas específicas de ese personaje junto a su respectivo árbol Helix, además de desbloquear la «habilidad definitiva» más fuerte del personaje. Estos niveles de experiencia solo aplican a la partida actual y se reiniciarán al comienzo de una partida nueva.
En el metajuego de Battleborn, tanto el «nivel de comando» del jugador (que aplica a todos los personajes de un jugador) y el nivel específico de un personaje pueden ser incrementados según el desempeño en las partidas. En este metajuego los nuevos niveles de personaje desbloquearán nuevas ventajas que pueden ser elegidas en el árbol Helix, trajes alternativos, y otras mejoras cosméticas. Los niveles de comando más altos desbloquearán personajes adicionales que el jugador podrá elegir, entre otros beneficios. Las piezas de equipo nuevas se obtienen como botín tras completar una partida, recogiendo botín durante una partida, o comprando cofres de botín especiales usando monedas dentro del juego obtenidas jugando partidas o ganando niveles de comando. El jugador solo podrá almacenar un número limitado de piezas de equipo, pero podrá vender equipo innecesario por monedas para el metajuego. Battleborn requiere de una conexión a internet constante para ser jugado debido a las funciones del metajuego.
El juego disponía de 25 personajes jugables en un principio, y luego añadió 5 personajes de contenido descargable, cada uno con habilidades y armas diferentes; los personajes están categorizados según su velocidad de movimiento y agilidad, rango de combate y efectividad, y la dificultad de jugar con dicho personaje. Por ejemplo, Rath es un personaje melé equipado con una katana, mientras que Thorn es un personaje de largo alcance, cuya arma principal es un arco. Los personajes de apoyo, como Miko, que se especializa en curar a otros personajes del mismo equipo, también son jugables. Tras el lanzamiento del juego, no todos los personajes se encontraban disponibles al comenzar el juego, sino que necesitaban ser desbloqueados completando tanto misiones como juegos multijugador, o subiendo el nivel de comando del jugador. A partir de una actualización grande de febrero de 2017, todos los 25 personajes base serán desbloqueados después de la misión de tutorial de la historia. Luego de la actualización de «prueba gratuita» de junio de 2017, se podía acceso a todos los héroes del juego base en la versión gratuita tras comprar «la actualización de juego completo», junto a todas las misiones de la historia. En caso contrario, se podían comprar por separado.
Battleborn incluye un modo historia con misiones que permite a cinco jugadores cooperar para completar varias misiones, que incluyen narraciones basadas en objetivos utilizadas como trasfondo de algunos de los héroes. Las 5 misiones adicionales de la historia se llaman «operaciones de historia» y fueron añadidas como DLC; las diferencias principales del modo historia principal son la obtención de puntos OP, que le dan al jugador varias recompensas dependiendo del personaje escogido mientras incrementan la dificultad de la misión, y los cambios de diálogos de los principales personajes no jugables, revelando la narrativa completa de la historia la 10.ª vez que se juega.
También existen tres modos multijugador principales en el juego que enfrentan a dos equipos de cinco jugadores entre sí, o contra un equipo de héroes controlados por la inteligencia artificial:
- Deshielo, un modo donde el equipo debe escoltar y sacrificar robots controlados por la IA mientras matan robots del equipo enemigo.
- Incursión, un modo similar a la mayoría de los MOBA, donde los equipos deben tomar la base enemiga mientras protegen la propia.
- Captura, un modo donde los equipos compiten para capturar y controlar varios puntos en el mapa.[13]

Los otros modos multijugador añadidos posteriormente son:
- Enfrentamiento, un modo donde el objetivo principal es acumular máscaras de turbas Varelsi controladas por la IA; el equipo que deposite la mayor cantidad de máscaras durante un límite de tiempo o puntaje ganará.[14]
- Supercarga, el cual, a diferencia de los otros modos, cuenta con equipos de 3 contra 3 y es una versión levemente diferente de Deshielo con un segundo objetivo, el cual es capturar una supercarga que fortalecerá a los robots.[15]

En un principio, Battleborn no admitía microtransacciones, y fueron introducidas en una actualización de junio de 2016. Los jugadores pueden usar dinero real para obtener créditos dentro del juego, que pueden gastarse en trajes y burlas para los personajes (algunos se pueden desbloquear subiendo de nivel al personaje), pero no influyen en la jugabilidad. Gearbox había planeado lanzar contenido descargable que incluiría nuevos trajes y burlas para los personajes existentes antes del anuncio del cierre del juego.

## Escenario
El juego está ambientado en un escenario de fantasía espacial en el que cada especie voló a una estrella conocida como Solus, luego de que un evento desastroso destruyera la mayoría de los planetas y estrellas en el universo. Estas especies se dividieron en facciones diferentes al llegar, y finalmente se unificaron para cooperar entre sí enviando a los mejores luchadores, conocidos como los Battleborn, para luchar contra Varelsi, el origen de la catástrofe.

### Trama
Luego de que el líder del imperio Jennerit, Lothar Rendain, comenzara un ataque para destruir todas las estrellas en el universo, el capitán de la UPR (repúblicas unidas por la paz) Trevor Ghalt formó una coalición para salvar a la última estrella, Solus. La primera misión fuerza al jugador a controlar a Mellka, una agente Eldrid a quien se le ordena reunirse con Deande, una exasesina Jennerit. Durante esta misión, Rendain le ofrece a Deande una última oportunidad de mostrar lealtad hacia él, pero ella se niega. Luego de esta misión, el jugador podrá usar a cualquier otro Battleborn para la siguiente misión, requiriendo vencer a ISIC para convertirlo en aliado. En la tercera misión el jugador debe escoltar a una supertorreta M7 y matar al conservador Varelsi.

## Desarrollo
Battleborn fue anunciado por Gearbox Software y 2K Games, y revelado por Game Informer el 8 de julio de 2014. Es el primer juego original desarrollado por Gearbox Software desde el lanzamiento de Borderlands en 2009, además de ser «el videojuego más ambicioso que Gearbox jamás haya creado» y un videojuego con «géneros fusionados» según el presidente de Gearbox Software, Randy Pitchford.
En una entrevista en 2017, Pitchford dijo que, antes del desarrollo de Battleborn, la forma principal de comercializar y promocionar shooters en primera persona era enfatizando qué habilidades tenía el personaje jugable, lo que hacía que otros elementos como un mundo de juego detallado o la narrativa fuesen consideraciones secundarias. Esto los llevó a pensar en crear un juego con «un gran espectro» de personajes y habilidades que después pudieran ser usados en modos de juego con muchos jugadores. Pitchford reconoció que ya tenían experiencia creando un gran abanico de personajes en la serie de Borderlands, y que este abordaje de elenco de héroes estaba ganando popularidad en los MOBA. En Battleborn, Pitchford quiso tomar la combinación de shooter en primera persona con elementos de juego de rol que hicieron en Borderlands, y mezclarlo con un abanico de héroes para crear un nuevo género, que se ha vuelto conocido como el «hero shooter».
Varios elementos de jugabilidad de Brothers In Arms: Furious 4, otro proyecto de Gearbox que fue cancelado en julio de 2015, fueron transferidos al juego. Una prueba técnica cerrada para este juego, que permitió a Gearbox probar los servidores multijugador y alterar el balance entre los personajes, se llevó a cabo el 29 de octubre de 2015. Una beta del juego fue lanzada el 8 de abril de 2016. Fue lanzado en PlayStation 4 antes que otras plataformas. La beta abierta de PC de Battleborn comenzó el 13 de abril de 2016 y duró hasta el 18 de abril de 2016. Los jugadores pudieron participar tanto en el modo historia como dos modos multijugador competitivos: Incursión y Deshielo. Más de dos millones de jugadores participaron en la beta. El juego estaba previsto para ser lanzado a nivel mundial en PlayStation 4, Windows y Xbox One el 9 de febrero de 2016, pero luego fue atrasado al 3 de mayo de 2016.
Los gráficos del juego se inspiraron en imágenes generadas por computadora como aquellas de las películas de Pixar, al igual que el animé. Cuando crearon los gráficos 2D del juego, el equipo contrató a Michel Gagné para trabajar en los efectos 2D de los mapas del juego y las habilidades de los personajes. El equipo también se inspiró en una variedad de juegos de peleas, los MOBA, juegos de rol y juguetes de los años 80.
Además de la versión estándar, los jugadores podían comprar la edición digital de lujo, que incluía el pase de temporada del juego e ítems cosméticos. Cinco personajes adicionales fueron planeados para ser lanzados de forma gratuita, y cinco paquetes diferentes pagos, que incluirían contenido adicional para la historia, también fueron programados para ser lanzados tras el lanzamiento del juego.
Aparecieron en internet rumores de que el juego se volvería free-to-play, pero el presidente de Gearbox Randy Pitchford declinó cualquier plan de volver al juego free-to-play, aunque sí mencionó ideas de lanzar una «versión de prueba» gratuita.
El 3 de octubre de 2016 2K Games anunció la incorporación de un modo de juego competitivo llamado Enfrentamiento, que sería lanzado de forma gratuita para todos los jugadores que tuvieran Battleborn el 13 de octubre de 2016. El modo de juego fue lanzado junto al primer contenido descargable «operación de historia» titulado «Attikus y la rebelión Thrall».
En junio de 2017, el juego fue actualizado para admitir el modo «prueba gratuita». Este modo convierte al juego en un título free-to-play; sin costo, los jugadores pueden descargar el juego, jugar con una selección rotativa de los héroes del juego en cualquiera de los modos multijugador públicos del juego, y obtener dinero dentro del juego para desbloquear permanentemente otros personajes y mejoras; el modo «prueba gratuita» no incluye las misiones de la historia del juego ni permite a aquellos jugadores organizar o participar en partidas privadas. Los jugadores que ya tenían el juego fueron designados «fundadores» y recibieron recompensas dentro del juego. Los jugadores podían comprar el juego, desbloqueando gran parte del elenco de personajes y obteniendo acceso a los modos de juego privado e historia.

## Recepción
Battleborn recibió reseñas «mixtas o medias», de acuerdo con el sitio web agregador de reseñas Metacritic.
Destructoid le dio un puntaje de 6 de 10, diciendo que el juego es «levemente mejor que el promedio o simplemente inofensivo. Los fanes del género deberían ser capaces de disfrutar este juego, pero algunos pocos quedarán insatisfechos». GameSpot lo calificó con un 7 de 10, diciendo que «con tantas partes en movimiento que nunca terminan de cuajar, encuentro muchas cosas para amar, pero también muchas otras que me dejan confundido y ambivalente». IGN le dio un puntaje de 7,1 de 10, diciendo que «los héroes divertidos de Battleborn y la subida de niveles te mantendrán enganchado, a pesar de la falta de contenido». Hardcore Gamer le dio un 4,5 de 5, diciendo que «Battleborn ha hecho lo que yo creía imposible: me mantuvo interesado en su multijugador. Yo suelo aburrirme del multijugador adversario luego de una hora o dos, pero ya he pasado mucho tiempo con este título y quiero seguir». PlayStation LifeStyle le otorgó un 8 de 10, diciendo que «si Borderlands y el género MOBA pudieran tener un bebé, me imagino que se vería parecido a Battleborn. El estilo característico de Gearbox Software brilla aquí, incluso si el humor se queda corto la mayoría de las veces».
Luego de reflexionar en el juego un año después de su lanzamiento, Darren Nakamura de Destructoid sintió que Battleborn era un juego excelente una vez que el jugador haya empleado suficiente tiempo para adquirir un mayor número de personajes jugables entre los cuales elegir, y haya acumulado piezas de equipo para crear equipamientos únicos y poderosos para algunos personajes específicos, pero un jugador necesitaría trabajar por decenas o hasta centenares de horas de jugabilidad para adquirir estos elementos, resultando desalentador para los jugadores nuevos.
Battleborn fue el juego más vendido en su semana de lanzamiento en el Reino Unido. Sin embargo, cayó al 12.º juego más vendido en el Reino Unido la semana siguiente. Según el director Randy Varnell, las ventas en la semana del lanzamiento del juego fueron similares a aquellas del primer Borderlands, y continuaron vendiendo hasta más de 7,8 millones de unidades. Fue el cuarto juego más vendido en los Estados Unidos en mayo de 2016 de acuerdo con NPD Group. Ha recaudado $18 millones.

### Declive y cierre
El número de jugadores del juego cayó rápidamente después del lanzamiento, principalmente debido al lanzamiento de otro shooter de héroes, Overwatch de Blizzard Entertainment, el 24 de mayo de 2016. Gearbox ya había estado desarrollando Battleborn y habían dado una fecha de lanzamiento esperada cuando Blizzard anunció Overwatch para ser lanzado un par de semanas después de Battleborn. Aunque hayan considerado intentar cambiar la fecha de lanzamiento, ya que Blizzard tenía un presupuesto promocional que podría abrumar fácilmente a 2K Games, Pitchford optó por seguir el plan y en su lugar asegurarse de que el juego se lanzara sin problemas, y destacar cómo Battleborn se diferenciaba de Overwatch. En una entrevista de septiembre de 2017, Pitchford creyó que la caída de las ventas de Battleborn no se debió necesariamente a la presencia de Overwatch, sino que la gente hizo comparaciones entre los dos juegos, lo cual reflejó negativamente en Battleborn y le costó ventas.
Para julio de 2016, el número de jugadores concurrentes en PC cayó por debajo de 1000, comparado con más de 12.000 en el lanzamiento del juego, y Destructoid reportó que en el primer aniversario del juego el número de jugadores concurrentes a veces quedaba por debajo de 100 fuera de las horas pico, dificultando el arranque de partidas. A pesar de que Take-Two revelara que el juego no cumplió con sus expectativas de ventas, 2K anunció su intención de seguir apoyando al juego por medio de contenido adicional y una moneda virtual. Un rumor de la industria en septiembre de 2016 sugirió que el juego pronto se cambiaría a un modelo free-to-play, siguiendo un camino similar al que tomó Evolve de 2K Games en julio de 2016 y, posteriormente, vio un incremento en su número de jugadores. Este rumor después fue refutado por el presidente de Gearbox Randy Pitchford. Pitchford afirmó que vieron a 3 millones de jugadores únicos en todos los sistemas y que «estamos bien. No voy a asustarme. Estamos bien» en términos de ventas. El 6 de junio de 2017, Battleborn lanzó un parche que introdujo la «prueba gratuita» al juego, cambiando al juego a un modelo free-to-play, a pesar de los comentarios de Pitchford. Esto introdujo varios cambios al juego, como la rotación de personajes, un paquete de fundadores, al igual que personajes desbloqueables y cosméticos.
Para septiembre de 2017, Gearbox anunció que, luego del lanzamiento de la última actualización del juego, lanzada el 23 de octubre de 2017, su apoyo al título entraría al «modo mantenimiento», terminando con el desarrollo pero quedándose con un equipo esquelético para mantener los servidores del juego y arreglar cualquier error crítico que puedan encontrar.
Gearbox anunció en noviembre de 2019 que los servidores del juego serían cerrados por completo para enero de 2021, volviendo al juego injugable. Como parte del cierre del juego, fue descatalogado de las tiendas digitales y Gearbox anunció planes para desactivar la tienda dentro del juego en febrero de 2020. El cierre del servidor estaba previsto originalmente para el 25 de enero de 2021. El soporte de 2K anunció posteriormente que esto fue reprogramado para el 31 de enero de 2021, tras lo cual el juego se volvió injugable.
Un proyecto manejado por usuarios, Battleborn Reborn, ha sido capaz de devolver los componentes del modo de un jugador a Battleborn por medio de modificaciones no oficiales en noviembre de 2023. El equipo detrás del proyecto anticipa desarrollar soporte para el contenido de jugador vs. jugador en el futuro.